# ザイオン (テレビ制作会社)
株式会社ザイオン（英名：ZION）は、テレビ制作会社。元はプロ野球選手だった小林繁が代表を務めていた会社、ナインティーン企画の番組制作部門から3社に分かれた内の1社にあたる（他にはD:COMPLEXがある）。主に日本テレビの番組を中心に制作している。

## 所属スタッフ
- プロデューサー
  - 石原由季子
  - 森川高行
  - 長瀬徹
  - 三浦佳憲
  - 渡部祐一
  - 藤井則子
  - 山川好美
  - 竹谷和樹
  - 加藤大樹
  - 竜円徹
- 演出
  - 諏訪一三
  - 内田浩
  - 中西裕樹
  - 菅野健治
  - 花岡圭一郎
- ディレクター
  - 唐沢宏一
  - 熊谷芳子
  - 奥川祐輝
  - 清水奈津子
  - 中野誠
  - 宮原健
  - 山形和也
  - 田渕公博
  - 神野正義
  - 川村元昭
  - 金山泰之
  - 児玉章
  - 山本恭彦
  - 濱本美香
  - 五島孝
  - 熊田周平
  - 稲永隆広
  - 鶴丸瑛子
  - 小林亘
  - 清水智博